# ذو الخرج

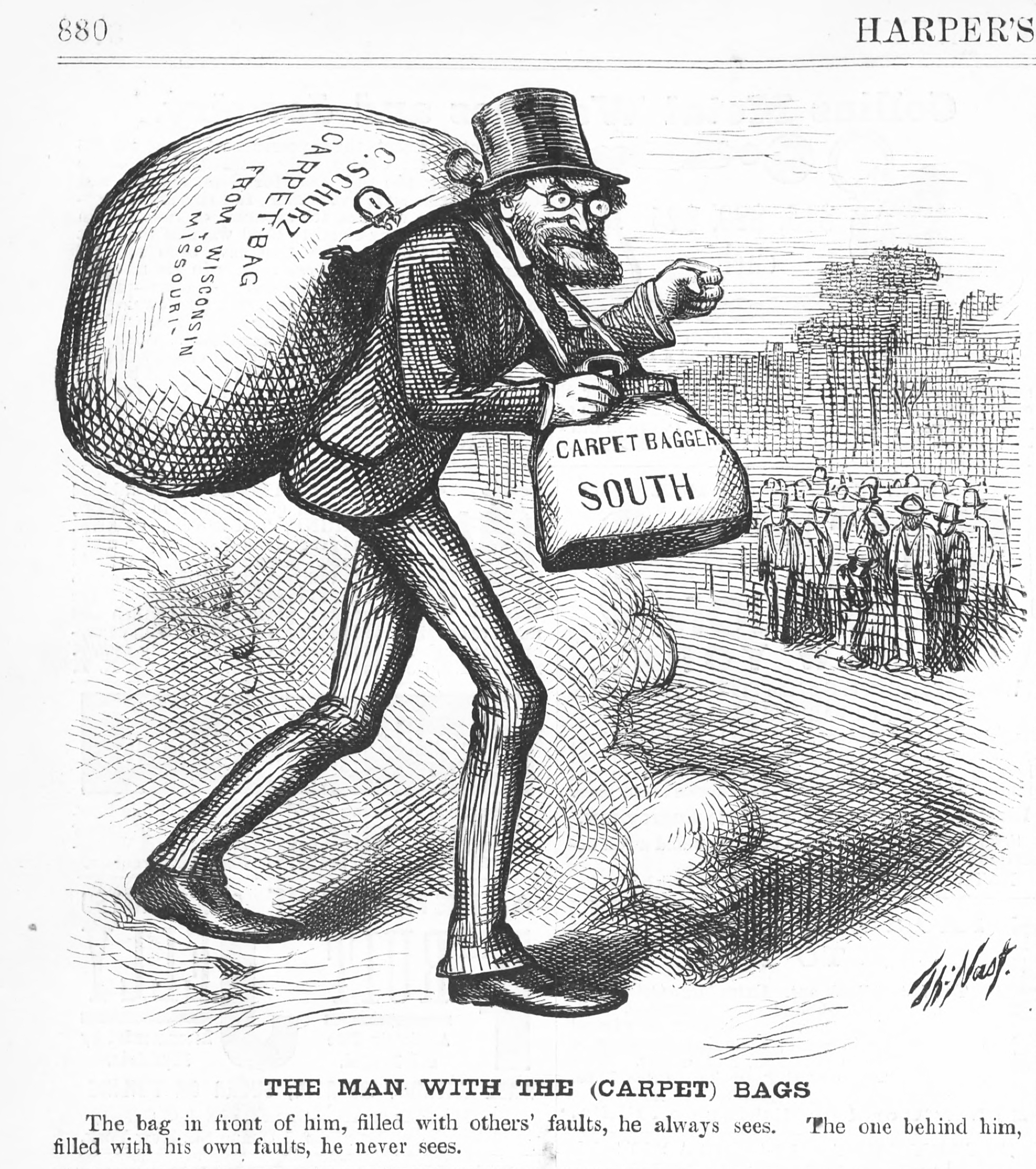
1872 رسم كريكتوري لكارل شُرتز على أنه ذو خرج

يعد ذو الخُرج في تاريخ الولايات المتحدة المصطلح التاريخي يستخدم الجنوبيون لوصف الشماليين الانتهازيين الذين جاؤوا إلى الولايات الجنوبية بعد الحرب الأهلية الأمريكية والذين كان يُرون بأنهم يستغلون السكان المحليين لأغراض مالية وسياسية وعملية أو مكاسب اجتماعية. شمل المصطلح الأفراد الذين سعوا إلى تعزيز السياسة الجمهورية (بما في ذلك حق الأمريكيين من أصل أفريقي في التصويت وشغل المناصب) والأفراد الذين رأوا الأعمال والفرص السياسية بسبب الحالة الفوضوية للاقتصادات المحلية في أعقاب الحرب.